# NGC 822
NGC 822 je galaksija u zviježđu Feniks.

## Vanjske poveznice
- SEDS: NGC 822